# Мила Царовска
Мила Царовска (на македонска литературна норма: Мила Царовска) е политик, министър на труда и социалната политика на Северна Македония от 1 юни 2017 г.

## Биография
Родена е в Скопие е на 6 май 1984 г. Царовска завършва социални дейности в Института за социална работа към Философския факултет на Скопския университет. Между ноември 2015 и май 2016 г. е съветник в кабинета на Фросина Ременски. В периода 2005.2015 г. е програмен координатор на Асоциацията за здравно образование и изследвания (ХЕРА). След дипломирането си работи в различни граждански сдружения и неправителствени организации от сферата на труда и социалната защита. От 1 юни 2017 до 3 януари 2020 г. е министър на труда и социалната политика. От 3 януари 2020 г. е заместник министър-председател, отговарящ за икономическите въпроси.